# Joseph S. Stiborik
Joseph S. Stiborik (21. prosince 1914, Hallettsville, Texas – 30. června 1984, Rockdale, Texas) byl americký voják českého původu, operátor radaru při letu, který svrhnul atomovou pumu na Hirošimu.

## Český původ
Otec Antonín Josef Stibořík (10. června 1887, Blazice – 16. června 1956, Taylor, Texas) pocházel z rodiny domkáře. Matka Cecílie, rozená Capáková (7. října 1889 Lotrinkovice, část obce Lysůvky, dnes Frýdek-Místek – 17. listopadu 1920 Taylor, Texas). Otec byl v USA redaktorem českých časopisů.

## Život

### Do druhé světové války
Joseph Stiborik měl čtyři sourozence, všichni se narodili v USA. Matka Cecílie zemřela, když bylo Josephovi necelých šest let.
Studoval na Texas A&M University (College Station, Texas). Dne 1. srpna 1938 se oženil s Helenou Cocekovou (Helen Velma Cocek), též potomkem českých rodičů (Čoček).

### Nálet na Hirošimu
Joseph Stiborik toužil stát se letcem, toto povolání mu znemožnila dědičná barvoslepost. Když začala 2. světová válka, vstoupil jako dobrovolník v říjnu 1942 do amerického letectva. Byl poslán do školy pro obsluhu letadlových radarů. Plukovník Paul Tibbets, velitel 509th Composite Group ho přesvědčil, aby se stal členem skupiny, které velel. Letecká jednotka 509th Composite Group byla vytvořena v prosinci 1944 s cílem shodit atomové pumy na Německo a Japonsko. Posádky byly mezi jiným cvičeny, jak manévrovat po atomovém výbuchu, jehož účinky nebyly známy.
Dne 11. srpna 1945 se stal členem posádky bombardéru Enola Gay, který svrhnul atomovou pumu na Hirošimu.

### Demobilizace
V listopadu 1945 byl Stiborik demobilizován a vrátil se do Texasu. Usadil se s ženou a dvěma dcerami v Rockdale, kde pracoval pro firmu Industrial Generating Company a kde také zemřel.